# Thom Jurek
Thom Jurek (* 1958) ist ein US-amerikanischer Musikjournalist, Publizist und Lyriker.

## Leben und Wirken
Jurek wuchs in Detroit und Umgebung auf. Bereits als Jugendlicher schrieb er über Musik. Seine Rezensionen, Interviews und Artikel erschienen in Magazinen und Zeitschriften wie Rolling Stone, Creem, Musician, Spin, American Songwriter, Paste, Interview, dem Canadian Journal of Political and Social Theory/Revue canadienne de théorie politique et sociale oder Rock and Rap Confidential. Weiterhin hat er für eine Reihe von Alben Linernotes geschrieben.
Von 1990 bis 1996 war Jurek einer der Herausgeber der Wochenzeitung Metro Times in Detroit; seit 1999 ist er als leitender Redakteur Jazz/Pop bei der Online-Plattform Allmusic tätig, für die er auch rezensiert.
Jurek ist der Autor von zwei Gedichtbüchern, DUB (In Camera, 1986) und Memory Bags (Ridgeway, 1995), letzteres illustriert von dem französischen Künstler Jacques Karamanoukian. Weiterhin unterstützte er den Countrymusiker Ray Wylie Hubbard bei seinem autobiographischen Buch A Life well Lived (2015). Seine Belletristik wurde auch in Anthologien wie Long News for the Short Century, Bone Saw oder Storming the Reality Studio: A Casebook on Cyberpunk and Postmodern Science Fiction (Duke University Press) veröffentlicht.